# 安托諾夫航空
安东诺夫航空是一家乌克兰的货运航空公司，是安东诺夫航空科学技术联合体的一个分支。其在全球超大型货运市场运营国际间的飞机出租服务，主要基地是基辅附近的安东诺夫机场。该公司曾經拥有世界上最大并仅完成一架的运输机安东诺夫An-225运输机，不過最後因戰爭被摧毀。

## 历史
安东诺夫航空于1989年创建并投入运营，通过Air Foyle的运营代理协议来运营安东诺夫An-124的全球租赁服务。这段合作关系结束于2006年6月，当月安东诺夫航空和另一家全球特种空运市场的大型公司，俄罗斯伏尔加-第聂伯航空组成联合公司--Ruslan International ，每家公司各占50%的股份。通过合并位于乌克兰和俄罗斯的机队使得两家公司能共享合并后的An-124-100商用机队的17架飞机（其中7架属于乌克兰）和仅存的An-225用于全球服务。
安东诺夫航空著名的运送记录包括：
- 将一台88吨重，用于Tashtakumska水力发电厂的水轮机从乌克兰哈尔科夫运送至乌兹别克斯坦塔什干
- 运送土木工程车到亚美尼亚斯皮塔克参与地震救援
- 运送用于解决波斯湾危机的车辆和设备（包括扫雷推土机，移动发电站，清油船，人道主义援助物资等）[4]
- 使用An-124将一台重135.2吨的西门子发电机从德国杜塞尔多夫运送至印度德里[5]
- 使用An-124分三次将一列广州地铁长客-庞巴迪Movia 456列车从德国柏林运送至中国广州。
- 将联合国伊拉克裁军计划中存储于特殊容器的核燃料从伊拉克哈巴尼亚运送至俄罗斯叶卡捷琳堡
- 将一台重102吨的火车头从加拿大伦敦运送至爱尔兰都柏林[6][7]
- 将一台重70吨重的发电机从英国南约克郡运送至巴基斯坦拉合尔
- 将一台重187.6吨重的发电机从德国法兰克福机场运送至亚美尼亚埃里温（被载入世界吉尼斯记录[8]）
- 将一台重95吨的普茨迈斯特混凝土输送泵从亞特蘭大國際機場运送至日本用于建设福岛第一核电站[9]
- 2015年7月20日将一个重76吨的单件电力变压器从中国沈阳运送至巴基斯坦卡拉奇用于太阳能项目。

## 機隊
截至2022年4月5日，安托諾夫航空機隊擁有下列機型：
| 機型                       | 服役中 | 已離隊 | 訂購中 | 註冊編號                            | 備註                                                         |
| -------------------------- | ------ | ------ | ------ | ----------------------------------- | ------------------------------------------------------------ |
| 安托諾夫An-22 Antei        | —      | 1      | —      | UR-09307                            | 在基輔存放期間因遭受襲擊而被毀，損壞情況以影片記錄為準。     |
| 安托諾夫An-28              | —      | 1      | —      | UR-NTE                              | 在機庫內受到輕微損壞                                         |
| 安托諾夫An-124-100 Ruslan  | 2      | 1      | —      | UR-82029 UR-82072 UR-82073          | UR-82073 在基輔存放期間遭受襲擊，情況未知。 UR-82072：舊塗裝 |
| 安托諾夫An-124-100M Ruslan | 3      | 1      | —      | UR-82007 UR-82008 UR-82009 UR-82027 | UR-82009 在基輔存放期間遭受襲擊，在改裝期間於機庫內被毀。    |
| 安托諾夫An-148             | —      | 1      | —      | UR-EXP                              | 輕微損壞                                                     |
| 總計                       | 5      | 5      | —      | —                                   | —                                                            |

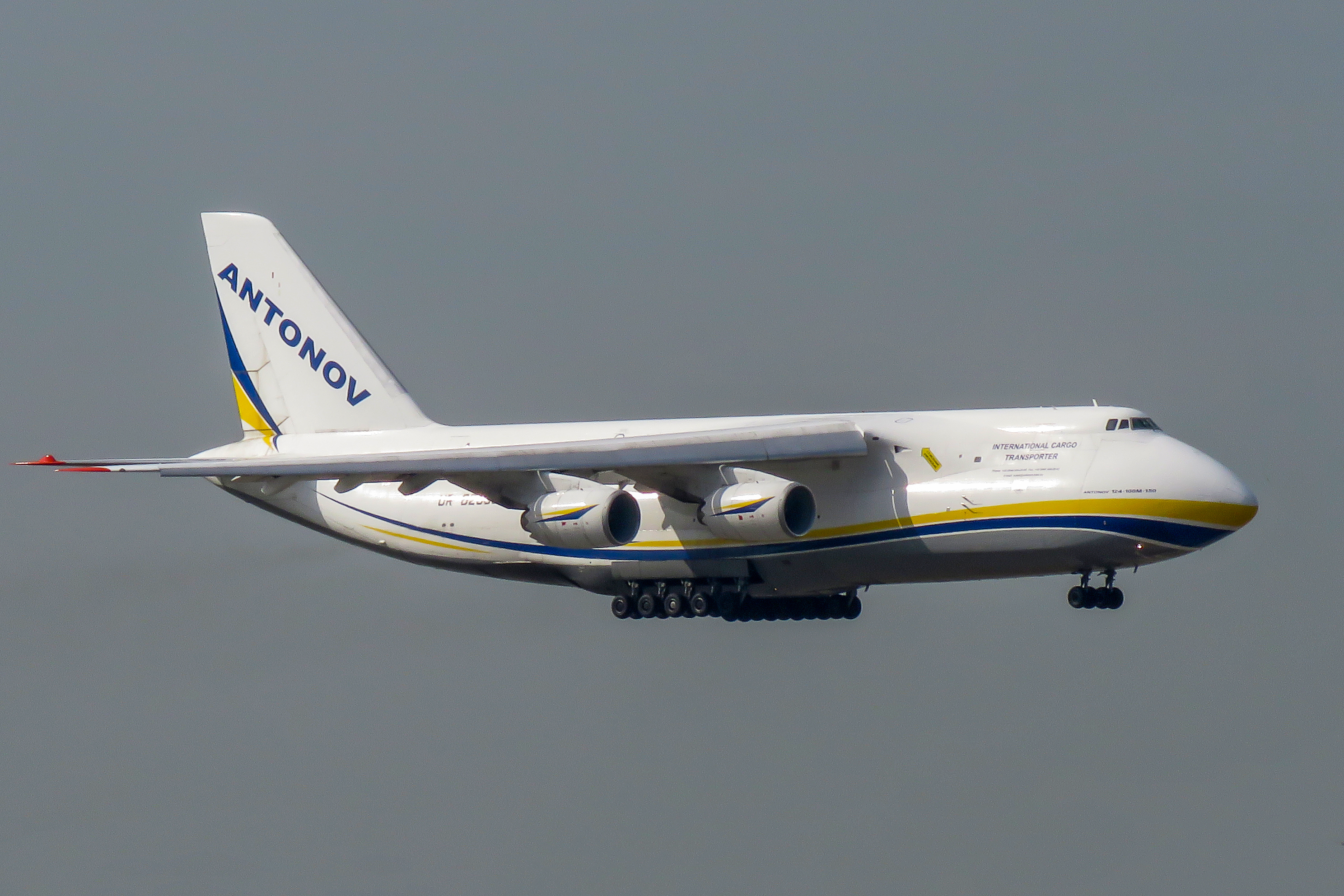
安-124在香港國際機場

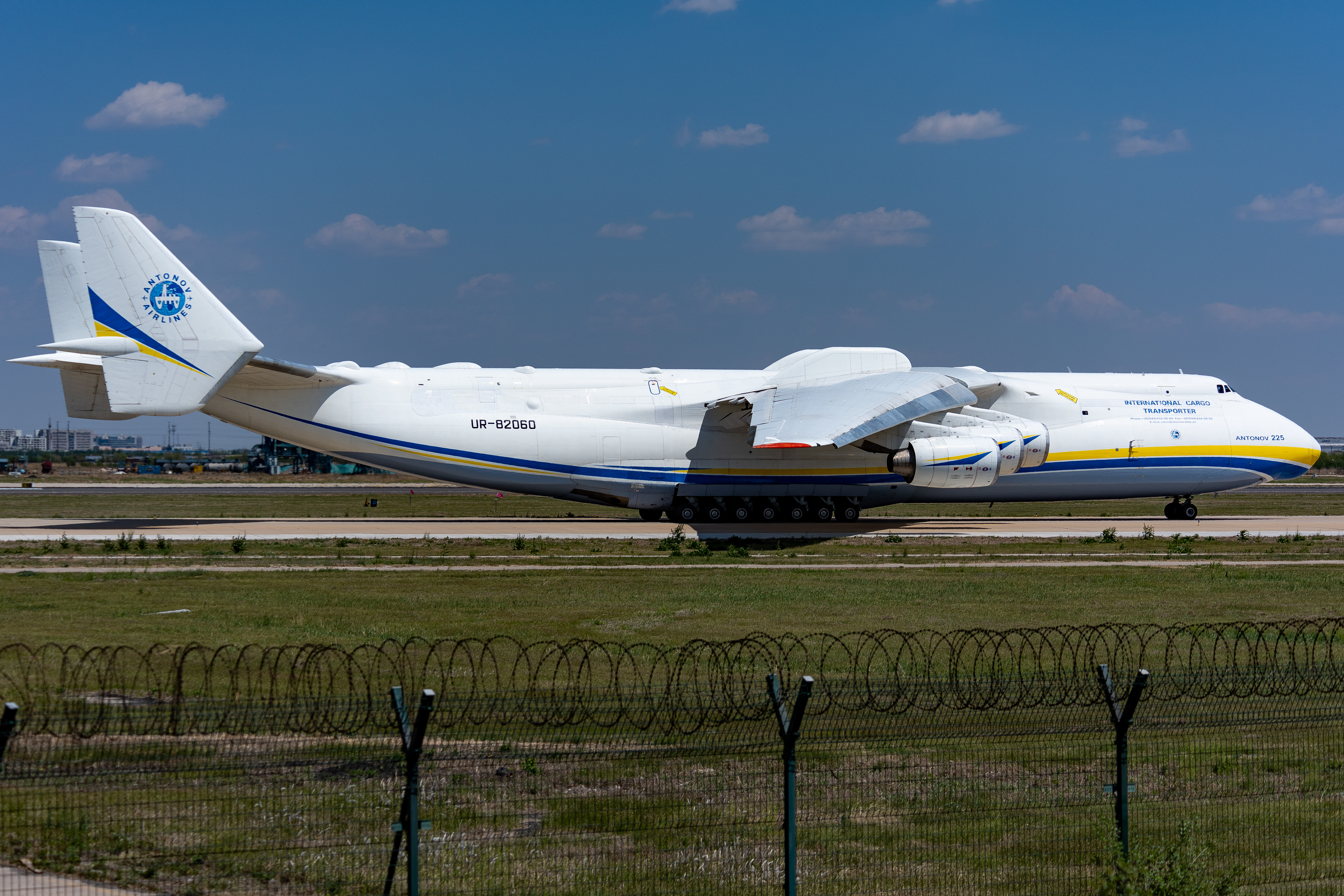
安-225在天津滨海国际机场

*在確認所有飛機的狀況之前，無法給出機隊的確切規模。

### 前機隊
該公司的下列機型已於2022年2月27日爆發的安托諾夫機場爭奪戰中被摧毀：
- 安托諾夫An-26-100（UR-13395）
- 安托諾夫An-74T-100（英语：Antonov An-74）（UR-74010）
- 安托諾夫An-225 Mirya（UR-82060）[20][21]

截至2009年，該航空公司的機隊曾包括以下機型：
- 3架安托諾夫An-124-100 Ruslan 長途型
- 2架安托諾夫An-12（庫存）
- 1架安托諾夫An-26
- 1架安托諾夫An-74

該公司還為安東諾夫設計局運營以下機型：
- 1架安托諾夫An-28
- 1架安托諾夫An-32
- 3架安托諾夫An-140
- 2架安托諾夫An-148

## 相关链接
- . （原始内容存档于2014-08-03）.
- . （原始内容存档于2011-11-03）.